# Micky van de Ven
Micky van de Ven (Wormerland, 19 de Abril de 2001) é um jogador profissional de futebol neerlandês que atua como zagueiro. Atualmente defende o Tottenham Hotspur e a Seleção Neerlandesa de Futebol. É conhecido por ser um dos jogadores de futebol mais rápidos do mundo.

## Carreira

### Wolfsburg
Van de Ven começou sua carreira no Volendam, fazendo sua estreia contra o Jong PSV na Eerste Divisie, marcando 19 aparições durante a temporada 2019-20.
Van de Ven se transferiu ao Wolfsburg em 2021 por £3.15 milhões e jogou todas as partidas da equipe na Bundesliga, exceto uma, durante a temporada 2022-23, marcando seu único gol em uma vitória de 2-0 contra o Borussia Dortmund.

### Tottenham Hotspur
Em 8 de Agosto de 2023, foi anunciado que Van de Ven assinou um contrato de 6 anos com o clube da Premier League Tottenham Hotspur. A transferência foi relatada como sendo de €50 milhões.
Van de Ven fez sua estreia contra o Brentford fora de casa na temporada 2023-24. O jogo ficou empatado em 2-2. Fez seu primeiro gol contra o Luton Town em uma vitória magra de 1-0 em 7 de Outubro de 2023.

## Carreira internacional
Em Outubro de 2022, Van de Ven foi incluído na seleção preliminar da Holanda para a Copa do Mundo FIFA de 2022.
Em agosto de 2023, ele recebeu sua primeira convocação oficial para a seleção principal da Holanda pelo técnico Ronald Koeman, para duas partidas de qualificação para a Eurocopa 2024 da UEFA contra a Grécia e a República da Irlanda.
Em 13 de Outubro de 2023, fez sua estreia na seleção na Eurocopa 2024 contra a França, substituindo Nathan Aké aos 80 minutos.

## Estilo de jogo
Van de Ven é conhecido por sua extrema rapidez, registrando a maior velocidade de qualquer defensor na Bundesliga na temporada 2022-23, a 22,3 mph.

## Títulos
Tottenham
- Liga Europa da UEFA: 2024–25[14]